# Hyuga (provincie)

Kaart met de voormalige Japanse provincies (1868) met Hyuga in het rood

Hyuga (日向国, Hyuga no kuni) is een voormalige provincie van Japan, gelegen in de huidige prefectuur Miyazaki. Hyuga lag naast de provincies Bungo, Higo, Osumi en Satsuma.
Aki · Awa (Kanto) · Awa (Shikoku) · Awaji · Bingo · Bitchu · Bizen · Bungo · Buzen · Chikugo · Chikuzen · Chishima · Dewa · Echigo · Echizen · Etchu · Fusa · Harima · Hi · Hida · Hidaka · Higo · Hitachi · Hizen · Hoki · Hyuga · Iburi · Iga · Iki · Inaba · Ise · Ishikari · Iwaki (718) · Iwaki (1868) · Iwami · Iwase · Iwashiro · Iyo · Izu · Izumi · Izumo · Kaga · Kai · Kawachi · Kazusa · Keno · Kibi · Kii · Kitami · Koshi · Kozuke · Kushiro · Mikawa · Mimasaka · Mino · Musashi · Mutsu · Nagato · Nemuro · Noto · Oki · Omi · Oshima · Osumi · Owari · Rikuchu · Rikuzen · Riukiu · Sado · Sagami · Sanuki · Satsuma · Settsu · Shima · Shimōsa · Shimotsuke · Shinano · Shiribeshi · Suo · Suruga · Suwa · Tajima · Tamba · Tane · Tango · Teshio · Tokachi · Tosa · Totomi · Toyo · Tsukushi · Tsushima · Ugo · Uzen · Wakasa · Yamashiro · Yamato · Yoshino